# Pushead

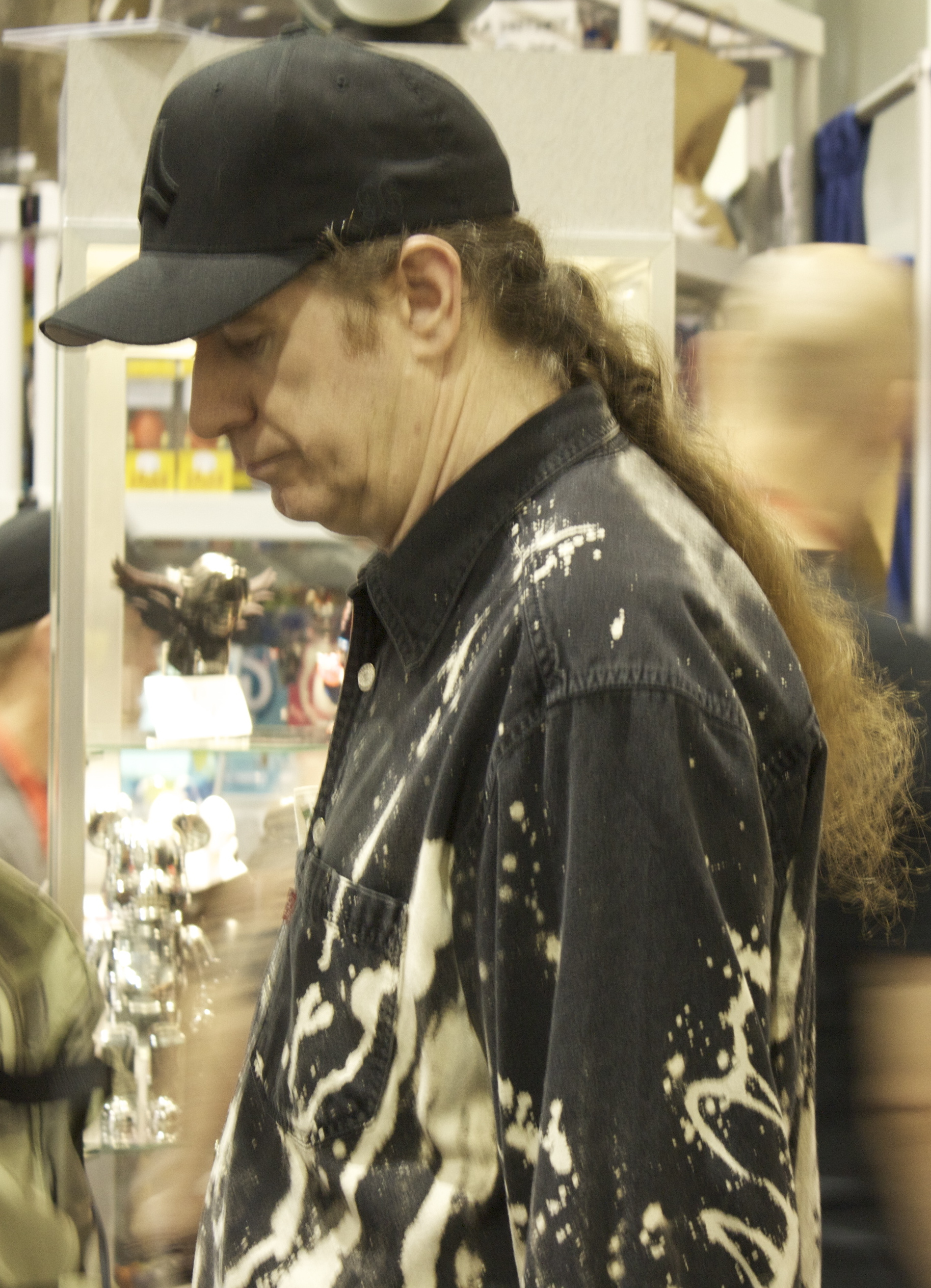
Pushead (2009)

Pushead (wirklicher Name: Brian Schroeder) ist ein US-amerikanischer Künstler und Musiker. Er ist besonders für seine grafischen Gestaltungen für die Bands Metallica und The Misfits bekannt. Als Sänger war er bei Septic Death aktiv. Er hat außerdem ein Label namens Pusmort Records, auf dem Bands wie Poison Idea und Final Conflict Tonträger veröffentlichten.

## Biografie
Brian Schroeder wuchs zunächst in San Bernardino, Kalifornien auf und begann 1964 mit dem Skateboarding. Im Alter zwischen sechs und acht Jahren begann er ebenfalls mit dem Zeichnen. An der Highschool belegte er einige Zeichenkurse. 1970 zog er nach Boise, Idaho. 1978 zog er zurück nach Kalifornien und schloss sich der dortigen Skater-Szene an. Er verlor jedoch seinen Job und zog kurze Zeit später wieder zurück nach Boise. Die Hauptstadt des Bundesstaates war zu dieser Zeit vor allem von Mormonen bevölkert, die einen großen Einfluss auf das kulturelle Leben der Stadt hatten. Da er sich schon früh als Ausgestoßener sah, gab er sich selbst das Pseudonym Pushead (dt. etwa „Eiterkopf“).
Anfang der 1980er begann er verschiedene Flyer für Konzerte in Los Angeles zu entwerfen. Die Hardcore-Punk-Band Wasted Youth übernahm (ohne Pusheads Einverständnis) eine Grafik als Cover für ihr Album. Das Albumcover machte ihn jedoch in der Szene bekannt und immer mehr Leute kamen auf ihn zu. Kurze Zeit später erschienen zahlreiche Arbeiten auf der ganzen Welt. Er begann auch Skateboards und Artworks für das Magazin Thrasher zu entwerfen und hatte dort mit The Puszone eine Rubrik mit Plattenreviews.
Pushead war Sänger der Hardcore-Punk-Band Septic Death, einer der ersten US-amerikanischen Bands dieses Musikstils. Sie war von 1981 bis 1986 aktiv. Gleichzeitig baute er sein Underground-Label Pusmort auf, das neben den Tonträgern seiner eigenen Band auch Veröffentlichungen von Onslaught, Poison Idea und Final Conflict, sowie diverse Grindcore- und Metal-Sampler herausbrachte. Das Label war bis etwa Mitte der 1990er aktiv war. Bis heute aktiv ist dagegen das Sub-Label Bacteria Sour Records mit Sitz in San Francisco, wo Pushead seit 1984 lebt.
Pushead ist als Zeichner für eine Reihe von Band-Motiven verantwortlich. Unter anderem entwarf er diverse T-Shirt- und Tonträger-Designs für Metallica und The Misfits. Diese und die Arbeiten für Corrosion of Conformity, Rocket from the Crypt und Dr. Octagon zählen zu seinen bekanntesten Arbeiten. Bekannt sind auch seine subkulturellen, szenebezogenen Werke. So entwarf er unter anderem das Logo der Better Youth Organization, Artworks für diverse Fanzines, sowie Konzertposter und -flyer.
2005 entwarf er für den Sportartikelhersteller Nike ein Design für den Turnschuh Dunk Low Pro SB. Er entwarf außerdem ein Skateboard-Design für den Hersteller Superfishal.
Heute konzentriert sich Pushead vornehmlich auf das Design von Vinyl-Figuren.
Die Menüstruktur des Videospiels Guitar Hero: Metallica basiert vornehmlich auf Designs von Pushead.

## Diskografie
- siehe Septic Death#Diskografie

## Plattencover (Auswahl)
- 1982: The Misfits: Die, Die My Darling (Single)
- 1983: The Exploited: Let’s Start a War (Single)
- 1983: SS Decontrol: Get It Away
- 1985: Corrosion of Conformity: Animosity
- 1985: Hirax: Raging Violence
- 1986: Inferno: Tod & Wahnsinn
- 1986: 7 Seconds: Walk Together, Rock Together
- 1988: Metallica: Eye of the Beholder (Single)
- 1988: Metallica: Harvester of Sorrow (Single)
- 1989: Metallica: One (Single)
- 1990: Blitzspeer: Live
- 1990: Prong: Beg to Differ
- 1990: Queensrÿche: Empire (Single)
- 1990: 16: Curves that Kick
- 1992: Prong: Prove You Wrong
- 1992: S.O.D.: Live at the Budokan
- 1994: 16: Felicia
- 1994: 16: Tocohara
- 1994: Monster Voodoo Machine: Suffersystem
- 1994: Snakeburn: Same
- 1995: Jawbox: Absenter
- 1995: Integrity: Humanity Is the Devil
- 1996: Doom: Freak Out
- 1996: Dr. Octagon: Dr. Octagonecologyst
- 2001: The Misfits: Cuts from the Crypt
- 2002: Balzac: Out of the Blue
- 2003: Metallica: St. Anger
- 2004: Full Speed Ahead: Born to Lose